# Francesco Golisano
Francesco Golisano, noto anche come Franco Golisano (Riesi, 5 aprile 1929 – Roma, 6 agosto 1990), è stato un attore italiano.

## Biografia
Attore non professionista, dipendente delle Poste, dopo un provino con il regista Renato Castellani, alla ricerca dei protagonisti del film Sotto il sole di Roma, viene scelto insieme ad altri giovani presi dalla strada, per la parte di Geppa. Sarà poi Vittorio De Sica ad accorgersi di lui per il film Miracolo a Milano, che lo vede protagonista. Dopo soli nove film abbandona la carriera cinematografica ritirandosi a vita privata.

## Filmografia

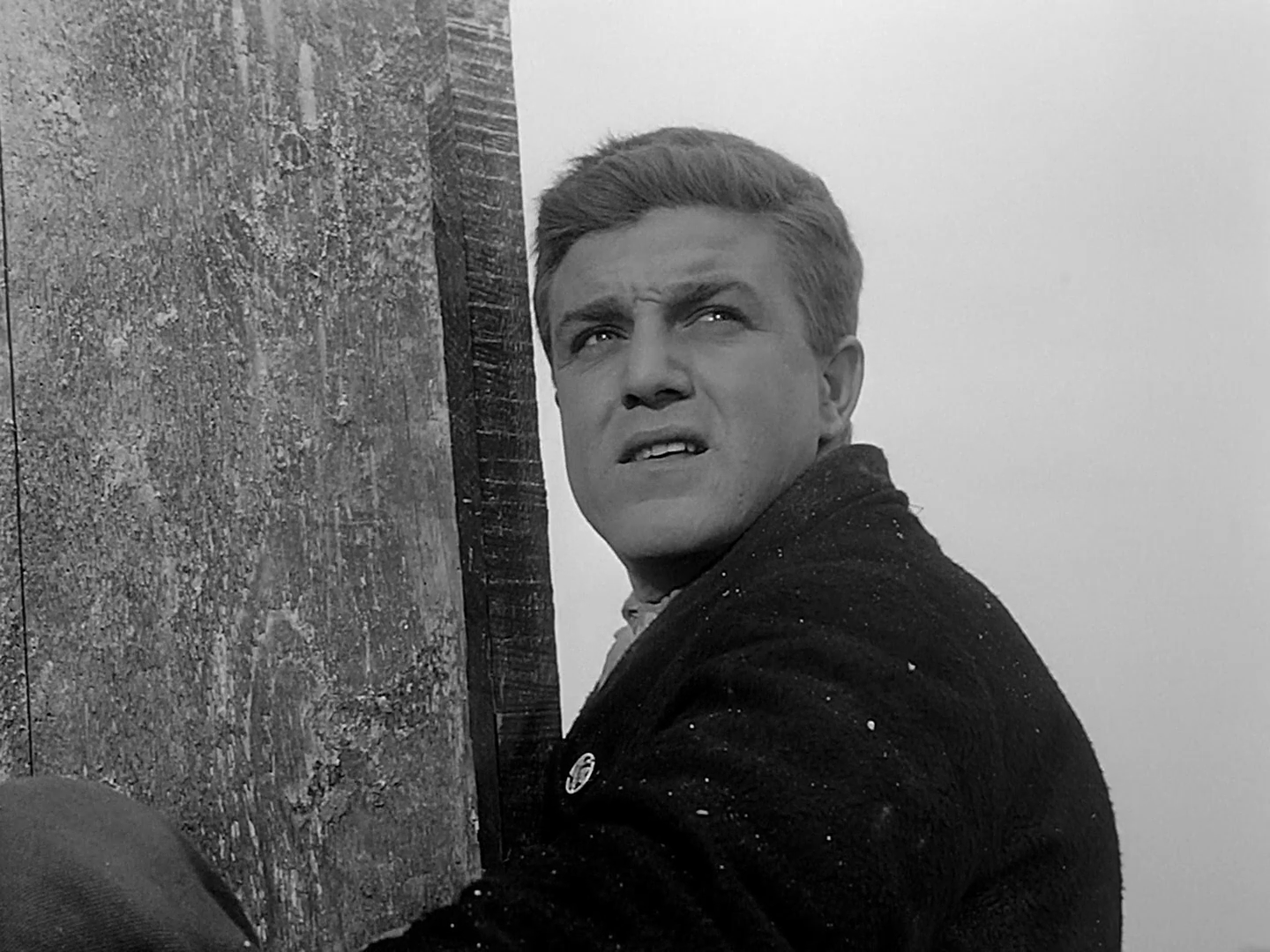
Francesco Golisano nel film Miracolo a Milano (1951)

- Sotto il sole di Roma, regia di Renato Castellani (1948)
- Vent'anni, regia di Giorgio Bianchi (1949)
- Miracolo a Milano, regia di Vittorio De Sica (1951)
- Porca miseria!, regia di Giorgio Bianchi (1951)
- Il caimano del Piave, regia di Giorgio Bianchi (1951)
- Un ladro in paradiso, regia di Domenico Paolella (1952)
- L'eroe sono io, regia di Carlo Ludovico Bragaglia (1952)
- Una croce senza nome, regia di Tullio Covaz (1952)
- Il romanzo della mia vita, regia di Lionello De Felice (1953)